# Captain Novolin
Captain Novolin es un videojuego exclusivo de Super Nintendo protagonizado por el superhéroe epónimo que tiene diabetes.
Captain Novolin es el único que puede parar al alienígena Blubberman y rescatar al alcalde. Él monta una motora y necesita evitar a los alienígenas invasores que se han convertido en comida basura comiendo comida saludable para mantener sus niveles de glucosa en sangre dentro de una zona segura. Los jugadores ganan puntos contestando correctamente a preguntas bien escogidas sobre la diabetes (las respuestas correctas se dan al principio de los niveles).
El juego está esponsorizado por Novo Nordisk, fabricantes de la insulina Novolin.
Se considera como uno de los peores videojuegos de la historia al igual que Superman 64.[¿por quién?] Novolin no tiene ningún medio evidente de ataque (excepto aplastar a los enemigos), y el jugador encontrará dificultad en evitar a muchos de los enemigos. En algunos casos, es imposible evitar enemigos sin ser dañado.